# Fiat R.S.14
Il Fiat R.S.14, denominato anche Fiat CMASA R.S.14, era un idrovolante a galleggianti bimotore da ricognizione marittima a lungo raggio, progettato dall'azienda italiana FIAT e prodotto negli stabilimenti dalla CMASA di Marina di Pisa negli anni quaranta.

## Storia del progetto
Nel 1937 la Regia Marina emise una specifica per la fornitura di un ricognitore marittimo strategico a lungo raggio per sostituire l'ormai anziano CANT Z.501 e da affiancare al più recente CANT Z.506. Le caratteristiche richieste erano di raggiungere e mantenere la velocità di almeno 300 km/h, con possibilità di raggiungere i 350 km/h in caso di necessità.
La FIAT affidò il progetto a due ingegneri progettisti, Manlio Stiavelli e Lucio Lazzarino, i quali realizzarono un velivolo a struttura interamente metallica a cui venne assegnata la denominazione R.S.14(Ricognitore Stiavelli). La configurazione era monoplana bimotore, con ala bassa a sbalzo e fusoliera con muso vetrato e impennaggio di coda tradizionale monoderiva. Il galleggiamento era affidato a due robusti scarponi metallici, collegati alle gondole dei motori e alla fusoliera tramite una serie di montanti e tiranti. L'aereo era armato con una mitragliatrice da 12,7 mm, in una torretta dorsale, e due da 7,7 mm in finestrature ai lati della fusoliera. Inoltre, poteva portare 400 kg di bombe sistemate in una gondola sotto la fusoliera.
Per la costruzione ci si affidò all'esperienza decennale maturata in campo nautico dalla CMASA di Marina di Pisa, già produttrice degli idrovolanti civili interamente metallici Dornier Wal, progettati da Claudius Dornier, e che era stata recentemente assorbita dall'azienda torinese.
Il primo prototipo prese il volo nel maggio 1939, fornendo delle ottime prestazioni in termini di maneggevolezza e velocità: raggiungeva i 390 km/h, ben più di quanto richiesto nella specifica. Purtroppo, venne riscontrata anche una tendenza al cedimento dei montanti di collegamento dei galleggianti, cosa che causò diversi incidenti in fase di ammaraggio con conseguente notevole ritardo nella messa a punto. Questo ritardò l'avvio della produzione in serie, che ebbe inizio solamente due anni più tardi, con consegna ai reparti dislocati nel sud Italia verso la fine del 1941 e nel 1942.
I compiti ad esso assegnati erano limitati alla ricognizione marittima a lungo raggio, alla scorta convogli e a compiti di lotta antisommergibile, mentre il velivolo si rivelò poco adatto alle missioni di ricerca e soccorso a causa della sua inferiorità nelle fasi di decollo e ammaraggio rispetto al CANT Z.506, soprattutto in presenza di mare grosso. Occasionalmente fu impegnato in combattimenti aerei, riuscendo a volte ad abbattere velivoli più veloci e meglio armati. Il 9 maggio 1942, un R.S.14 intercettò due Spitfire V facenti parte di un gruppo decollato dalle portaerei HMS Eagle e USS Wasp, e diretti a Malta. L'armiere Pietro Bonannini riuscì a colpirli con il fuoco della mitragliatrice e i due caccia entrarono in collisione, precipitando subito dopo in mare. Entrambi i piloti britannici restarono uccisi.
Gli R.S.14 restarono in forza alla Regia Aeronautica sino allo sbarco in Sicilia delle truppe alleate nel 1943. Per evitare che i velivoli cadessero in mano nemica, molti R.S.14 vennero danneggiati prima della ritirata verso nord. I velivoli sopravvissuti vennero utilizzati dall'Aeronautica Cobelligerante Italiana, l'aeronautica interforze creata dopo l'armistizio di Cassibile, fino alla fine della seconda guerra mondiale. All'8 settembre 1943 gli RS 14 rimasti alle squadriglie erano 5 alla 145ª di Torre del Lago, 2 alla 148ª di Vigna di Valle, 2 alla 146ª di Ajaccio, 1 alla 188ª di Porto Vecchio, 5 alla 287ª di Porto Conte e 4 alla 288ª di Taranto.
Dopo la fine del conflitto, gli ultimi esemplari sopravvissuti delle squadriglie 183ª e 287ª di Taranto confluirono nell'Aeronautica Militare, dove rimasero in servizio fino ai primi anni cinquanta.

## Versioni
- R.S.14: versione idrovolante realizzata in 2 prototipi e 186 esemplari di serie
  - R.S.14
  - R.S.14B
  - R.S.14C
- A.S.14: prototipo dotato di tradizionale carrello d'atterraggio in luogo dei due galleggianti, realizzato in un esemplare; era un assaltatore, con numerose mitragliatrici da 12,7 mm in caccia (varie le proposte progettuali), era previsto anche un cannone da 37 mm che però non venne mai montato. Volava ad una velocità massima di 440 km/h, con un'autonomia di 2.750 km alla velocità di crociera di 375 km/h. Fu approntato con grande ritardo e fu portato a Guidonia per i collaudi solo l'11 agosto 1943, quando ormai risultava superato.[4][5]

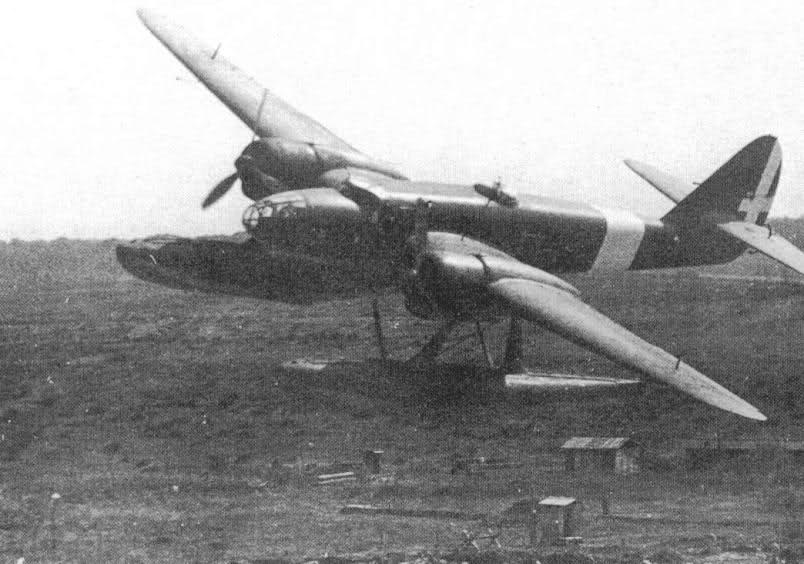
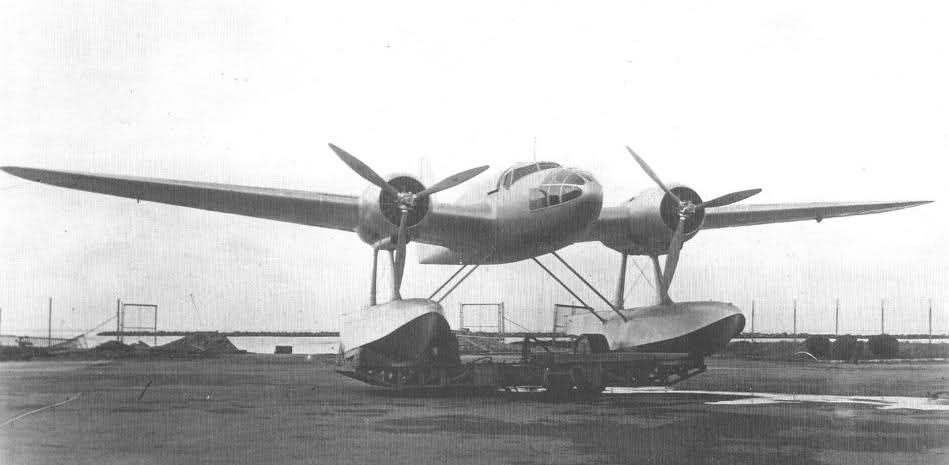
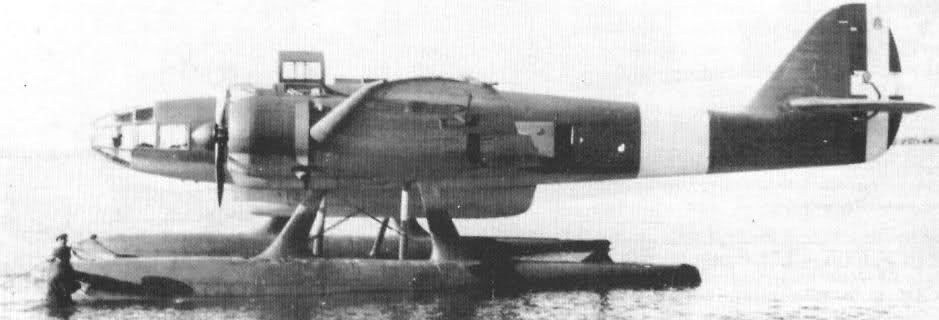
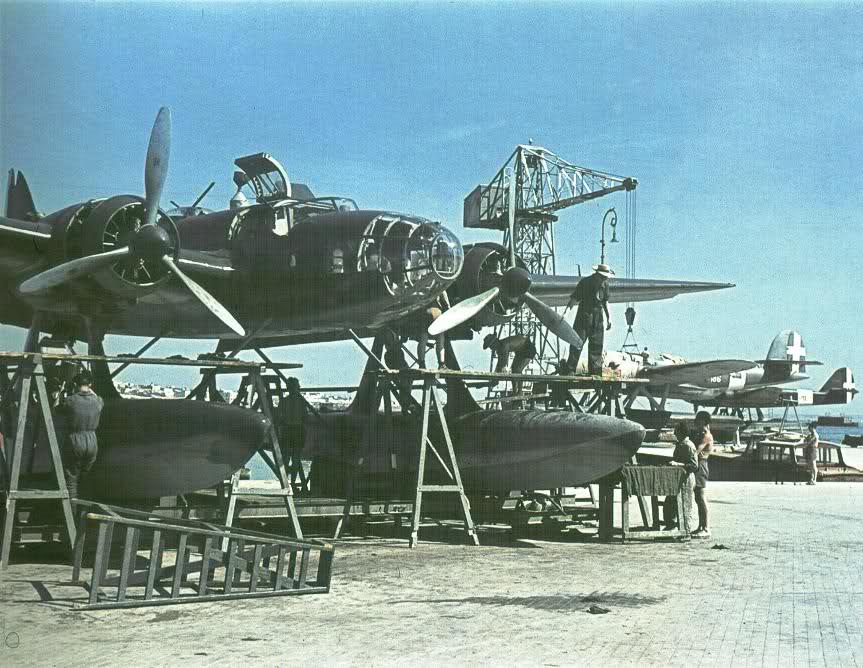

## Utilizzatori
Italia
- Regia Aeronautica
- Aeronautica Cobelligerante Italiana

 Repubblica Sociale Italiana
- Aeronautica Nazionale Repubblicana

 Italia
- Aeronautica Militare